# Herman Rover
Herman Rover (* um 1495 in Hamburg; † 8. August 1543 ebenda) war ein deutscher Jurist und Ratssekretär in den Hansestädten Lübeck und Hamburg, in Hamburg zuletzt auch Ratsherr.

## Leben
Herman Rover studierte ab 1514 Rechtswissenschaften an der Universität Rostock und ab 1518 an der Universität Greifswald. Er schloss seine Studien als Magister ab.
Seit 1523 ist er durch seine Handschrift in den Lübecker Stadtbüchern als Ratssekretär nachweisbar. 1529 bat er um seine Entlassung aus dem Lübecker Sekretariatsdienst, weil er in Hamburg heiraten wollte. Dem Gesuch wurde entsprochen und kurz danach ist er als Hamburger Ratssekretär nachgewiesen. Als solcher übernahm er mehrere Gesandtschaften für den Hamburger Rat. 1532 reiste Rover gemeinsam mit dem Bürgermeister Paul Grote und dem Ratsherrn Albert Westede nach Kopenhagen und verhandelten dort einen Vertrag zwischen König Friedrich I. von Dänemark und den Flandern. 1535 reiste er nach Schmalkalden und bereitete den Beitritt Hamburgs zum Schmalkaldischen Bund vor. 1537 verhandelte er gemeinsam mit dem Bürgermeister Johann Rodenborg einen neuen Friedensvertrag zwischen Dänemark und den Niederländern in Brüssel. 1538 wohnte er mit dem Bürgermeister Johann Rodenborg und dem Ratsherrn Vincent Moller (vom Baum) der Versammlung der Protestantischen Stände in Braunschweig bei. Im selben Jahr wurde er Protonotar und am 4. Mai 1540 zum Ratsherr in Hamburg gewählt. Rover gehörte dem Hamburger Rat bis zu seinem Tod an.
Rover hatte ein handschriftliches Verzeichnis der Hamburger Ratsherrn von 1239 bis 1534 angelegt.

## Familie
Verheiratet war Rover mit Metke, Tochter von Hinrich Berendes und Witwe des Beförderers der Reformation in Hamburg, Joachim Wegedorn († 1528). Die Ehe blieb kinderlos.

## Werke
- „Verteckenisse derjenigen Personen, so im Rade to Hamborg gewesen sind, wenn se darin sind gekamen, und wenn se gesturven, uth olden Recessen, Skriften und Breven to samen gebracht“. Hamburg 1534.